# Copa Acción de San Lorenzo 1950
Copa Acción de San Lorenzo 1950 je bila neprvenstvena dirka Formule 1 v sezoni 1950. Odvijala se je 22. januarja 1950 na dirkališču Parque Independencia.

## Dirka
| Poz | Dirkač                  | Moštvo              | Dirkalnik         | Krogi | Čas/Odstop  | Št. m. |
| --- | ----------------------- | ------------------- | ----------------- | ----- | ----------- | ------ |
| 1   | Luigi Villoresi         | Scuderia Ferrari    | Ferrari 166       | 50    | 1:30:51,6   | 5      |
| 2   | Benedicto Campos        | A.C.A.              | Ferrari 166C      | 50    | + 32,9 s    | 6      |
| 3   | Nino Farina             | Privatnik           | Maserati 4CLT     | 49    | +1 krog     | 3      |
| 4   | Reg Parnell             | Scuderia Ambrosiana | Maserati 4CLT     | 48    | +2 kroga    | 10     |
| 5   | Clemar Bucci            | Privatnik           | Alfa Romeo 12C-37 | 47    | +3 krogi    | 17     |
| 6   | Philippe Étancelin      | Privatnik           | Talbot-Lago T26C  | 47    | +3 krogi    | 11     |
| 7   | Froilán González        | Privatnik           | Maserati 4CLT     | 47    | +3 krogi    | 13     |
| 8   | Eitel Cantoni           | Privatnik           | Maserati 4CL      | 47    | +3 krogi    | 14     |
| 9   | Emmanuel de Graffenried | Enrico Platé        | Maserati 4CLT     | 47    | +3 krogi    | 7      |
| 10  | Pascual Puopolo         | San Isidoro         | Maserati 4CLT     | 44    | +6 krogov   | 15     |
| Ods | Juan Manuel Fangio      | A.C.A.              | Ferrari 166       | 16    | Motor       | 1      |
| Ods | Alberto Ascari          | Scuderia Ferrari    | Ferrari 166       | 12    | Pregrevanje | 2      |
| Ods | Clemente Biondetti      | Luigi de Filippis   | Maserati 4CLT     |       |             | 12     |
| Ods | Dorino Serafini         | Scuderia Ferrari    | Ferrari 125C      |       |             | 16     |
| Ods | Piero Carini            | Privatnik           | Maserati 4CLT     |       |             | 9      |
| Ods | Piero Taruffi           | Privatnik           | Maserati 4CLT     |       |             | 4      |
| DNS | Felice Bonetto          | Scuderia Milano     | Maserati 4CLT     |       |             |        |
| DNS | Princ Bira              | Enrico Platé        | Maserati 4CLT     |       |             |        |
| DNA | Louis Chiron            | Helvetic            | Maserati 4CLT     |       |             |        |
| DNA | Louis Rosier            | Ecurie Rosier       | Maserati T26C     |       |             |        |
| DNA | Ernesto Nanni           | Privatnik           | Maserati 4CLT     |       |             |        |